# Arashi, Aruba
Arashi är en ort i Aruba (Kungariket Nederländerna). Den ligger i den nordvästra delen av landet, 11 kilometer norr om huvudstaden Oranjestad. 